# هانس جون جنسن
هانس جون جنسن (بالنرويجية البوكمول: Hans Johan Jensen)‏ هو سياسي نرويجي، (و. 1882 – 1950 م). نشط حزبياً في حزب العمال. وقد انتخب عضو برلمان النرويج ‏.